# 138-й меридіан східної довготи
138-й меридіан східної довготи — лінія довготи, що лежить на 138 градусс східніше Гринвіцького меридіана. Вона проходить від Північного полюса через Північний Льодовитий океан, Азію, Тихий океан, Австралазію, Індійський океан, Південний океан та Антарктиду до Південного полюса.
138-й меридіан східної довготи формує велике коло разом із 42-гим меридіаном західної довготи.

Через 138-й меридіан східної довготи проходить кордон Північної Території з Квінслендом

В Австралії через меридіан проходить кордон Північної Території з Квінслендом.

## Список географічних об'єктів, що перетинає 138° сх. д.
Починаючи на Північному полюсі та рухаючись до Південного полюса, 138-й меридіан східної довготи проходить через:
| Координати                                                   | Країна, територія або море | Примітки                                                                    |
| ------------------------------------------------------------ | -------------------------- | --------------------------------------------------------------------------- |
| 90°0′ пн. ш. 138°0′ сх. д. / 90.000° пн. ш. 138.000° сх. д.  | Північний Льодовитий океан |                                                                             |
| 76°0′ пн. ш. 138°0′ сх. д. / 76.000° пн. ш. 138.000° сх. д.  | Росія                      | Новосибірські острови — проходить через острів Котельний                    |
| 74°51′ пн. ш. 138°0′ сх. д. / 74.850° пн. ш. 138.000° сх. д. | Море Лаптєвих              |                                                                             |
| 71°33′ пн. ш. 138°0′ сх. д. / 71.550° пн. ш. 138.000° сх. д. | Росія                      | Проходить через острів Ярок та материк                                      |
| 56°23′ пн. ш. 138°0′ сх. д. / 56.383° пн. ш. 138.000° сх. д. | Охотське море              |                                                                             |
| 55°5′ пн. ш. 138°0′ сх. д. / 55.083° пн. ш. 138.000° сх. д.  | Росія                      | Проходить через острів Великий Шантар                                       |
| 54°46′ пн. ш. 138°0′ сх. д. / 54.767° пн. ш. 138.000° сх. д. | Охотське море              |                                                                             |
| 53°37′ пн. ш. 138°0′ сх. д. / 53.617° пн. ш. 138.000° сх. д. | Росія                      |                                                                             |
| 46°8′ пн. ш. 138°0′ сх. д. / 46.133° пн. ш. 138.000° сх. д.  | Японське море              | Проходить західніше острова Садо, Японія                                    |
| 37°7′ пн. ш. 138°0′ сх. д. / 37.117° пн. ш. 138.000° сх. д.  | Японія                     | Проходить через острови Хонсю Проходить східніше Мацумото та через Какеґаву |
| 34°40′ пн. ш. 138°0′ сх. д. / 34.667° пн. ш. 138.000° сх. д. | Тихий океан                | Проходить західніше острова Яп, Федеративні Штати Мікронезії                |
| 1°33′ пд. ш. 138°0′ сх. д. / 1.550° пд. ш. 138.000° сх. д.   | Індонезія                  | Проходить через Нову Гвінею                                                 |
| 5°29′ пд. ш. 138°0′ сх. д. / 5.483° пд. ш. 138.000° сх. д.   | Арафурське море            |                                                                             |
| 7°43′ пд. ш. 138°0′ сх. д. / 7.717° пд. ш. 138.000° сх. д.   | Індонезія                  | Проходить через острів Йос-Сударсо                                          |
| 8°24′ пд. ш. 138°0′ сх. д. / 8.400° пд. ш. 138.000° сх. д.   | Арафурське море            |                                                                             |
| 12°1′ пд. ш. 138°0′ сх. д. / 12.017° пд. ш. 138.000° сх. д.  | Затока Карпентарія         |                                                                             |
| 16°33′ пд. ш. 138°0′ сх. д. / 16.550° пд. ш. 138.000° сх. д. | Австралія                  | Становить кордон Північної Території з Квінслендом Південна Австралія       |
| 34°21′ пд. ш. 138°0′ сх. д. / 34.350° пд. ш. 138.000° сх. д. | Затока Сент-Вінсент        |                                                                             |
| 35°44′ пд. ш. 138°0′ сх. д. / 35.733° пд. ш. 138.000° сх. д. | Австралія                  | Південна Австралія – проходить через острів Кенгуру                         |
| 35°54′ пд. ш. 138°0′ сх. д. / 35.900° пд. ш. 138.000° сх. д. | Індійський океан           | Австралія визнає цю акваторію частиною Південного океану[2][3]              |
| 60°0′ пд. ш. 138°0′ сх. д. / 60.000° пд. ш. 138.000° сх. д.  | Південний океан            |                                                                             |
| 66°29′ пд. ш. 138°0′ сх. д. / 66.483° пд. ш. 138.000° сх. д. | Антарктида                 | Земля Аделі (претендує Франція)                                             |